# 1947 w muzyce
Wydarzenia muzyczne w 1947 roku.

## Urodzili się
- 2 stycznia – Ewa Śnieżanka, polska piosenkarka
- 3 stycznia
  - Daniel Kłosek, polski wokalista
  - Seweryn Krajewski, polski kompozytor, wokalista i multiinstrumentalista
  - James Mtume, amerykański muzyk gatunków jazz i R&B, autor piosenek, producent nagrań (zm. 2022)
- 4 stycznia
  - Chris Cutler, angielski perkusista, kompozytor, autor tekstów piosenek, producent muzyczny
  - Doc Neeson, australijski basista i wokalista rockowy (zm. 2014)
- 6 stycznia – Sandy Denny, brytyjska piosenkarka i autorka tekstów (zm. 1978)
- 7 stycznia – Mohammad-Reza Lotfi, irański muzyk, znany z gry na tarze w klasycznej muzyce perskiej (zm. 2014)
- 8 stycznia
  - David Bowie, brytyjski piosenkarz, kompozytor, autor tekstów, producent, aktor (zm. 2016)
  - Tomasz Szukalski, polski saksofonista jazzowy, kompozytor i aranżer (zm. 2012)
- 16 stycznia – Jamie Reid, angielski artysta i anarchista, twórca okładek dla zespołu Sex Pistols (zm. 2023)
- 19 stycznia – Leonard Andrzej Mróz, polski śpiewak operowy (bas), wykładowca akademicki (zm. 2020)
- 21 stycznia
  - Marek Głogowski, polski poeta i prozaik, autor utworów i słuchowisk dla dzieci oraz tekstów piosenek, dziennikarz i tłumacz
  - Michel Jonasz, francuski piosenkarz pochodzenia węgierskiego, autor piosenek i aktor
  - Bogusław Mec, polski piosenkarz, artysta plastyk, kompozytor (zm. 2012)
- 24 stycznia – Warren Zevon, amerykański wokalista i kompozytor rockowy (zm. 2003)
- 26 stycznia
  - Patrick Dewaere, francuski aktor i kompozytor (zm. 1982)
  - Michel Sardou, francuski autor, kompozytor i tłumacz
- 29 stycznia
  - David Byron, brytyjski wokalista rockowy grupy Uriah Heep (zm. 1985)
  - Marián Varga, słowacki muzyk, kompozytor i organista (zm. 2017)
- 30 stycznia – Steve Marriott, brytyjski wokalista, autor tekstów, gitarzysta i pianista (zm. 1991)
- 3 lutego
  - Melanie Safka, amerykańska piosenkarka (zm. 2024)
  - Tomasz Szachowski, polski dziennikarz muzyczny, muzykolog i krytyk muzyczny
- 4 lutego – Péter Máté, węgierski piosenkarz, pianista, kompozytor i aranżer (zm. 1984)
- 6 lutego – Bill Staines, amerykański muzyk folkowy (zm. 2021)
- 7 lutego – Flemming Jørgensen, duński aktor, piosenkarz (zm. 2011)
- 9 lutego
  - Major Harris, amerykański piosenkarz (zm. 2012)
  - Marian Myszko, polski perkusista, flecista, wokalista, skrzypek
- 10 lutego – Butch Morris, amerykański kornecista jazzowy, kompozytor i dyrygent (zm. 2013)
- 11 lutego – Ryszard Zimak, polski dyrygent i pedagog, profesor sztuk muzycznych, rektor Akademii Muzycznej i Uniwersytetu Muzycznego Fryderyka Chopina w Warszawie
- 14 lutego
  - Tim Buckley, amerykański muzyk, wokalista, autor tekstów, producent muzyczny (zm. 1975)
  - Paul Whaley, amerykański perkusista rockowy, członek zespołu Blue Cheer (zm. 2019)
- 15 lutego
  - John Adams, amerykański kompozytor współczesny, przedstawiciel minimalizmu
  - Ryō Kawasaki, japoński gitarzysta jazzowy, kompozytor, inżynier dźwięku oraz programista (zm. 2020)
- 16 lutego – John O’Banion, amerykański wokalista i aktor (zm. 2007)
- 26 lutego
  - Guy Klucevsek, amerykański akordeonista i kompozytor jazzowy (zm. 2025)
  - Sandie Shaw, brytyjska piosenkarka, zwyciężczyni Konkursu Piosenki Eurowizji 1967
- 27 lutego
  - Louis Clark, angielski muzyk, aranżer, klawiszowiec Electric Light Orchestra (zm. 2021)
  - Gidon Kremer, łotewski skrzypek i dyrygent
- 4 marca
  - Jan Garbarek, norweski saksofonista jazzowy
  - Pēteris Plakidis, łotewski kompozytor (zm. 2017)
- 5 marca
  - Konstanty Andrzej Kulka, polski skrzypek i pedagog, ojciec Gabrieli Kulki
  - Clodagh Rodgers, północnoirlandzka piosenkarka pop (zm. 2025)
- 6 marca – Tadeusz Woźniak, polski muzyk, kompozytor, wokalista (zm. 2024)
- 8 marca – Tom Rapp, amerykański wokalista i gitarzysta folkowy, autor tekstów i kompozytor (zm. 2018)
- 9 marca – Ryszard Peryt, polski reżyser, aktor, profesor sztuk teatralnych, twórca inscenizacji oper (zm. 2019)
- 10 marca – Andrew Parrott, brytyjski dyrygent
- 11 marca
  - Eugen Indjic, amerykański pianista pochodzenia rosyjsko-serbskiego, laureat IV nagrody VIII Konkursu Chopinowskiego (1970) (zm. 2024)
  - Tristan Murail, francuski kompozytor
- 14 marca
  - Gianni Bella, włoski piosenkarz pop, kompozytor
  - Peter Skellern, brytyjski piosenkarz, pianista i autor piosenek (zm. 2017)
- 15 marca – Ry Cooder, amerykański gitarzysta, piosenkarz i autor tekstów piosenek
- 16 marca – Ramzan Paskajew, czeczeński akordeonista i kompozytor
- 19 marca – Izabela Targońska, polska kompozytorka i teoretyk muzyki, autorka podręczników akademickich, profesor sztuk muzycznych
- 20 marca
  - Czesław Freund, polski dyrygent i chórmistrz, profesor sztuk muzycznych (zm. 2013)
  - Roger Pope, angielski perkusista znany z zespołu Eltona Johna (zm. 2013)
- 22 marca – Marek Bliziński, polski gitarzysta jazzowy (zm. 1989)
- 23 marca
  - Ryszard Misiek, polski saksofonista jazzowy (zm. 2010)
  - Ray Phiri, południowoafrykański muzyk jazzowy (zm. 2017)
- 24 marca – Mike Kellie, angielski perkusista, członek zespołu Spooky Tooth (zm. 2017)
- 25 marca
  - Elton John, brytyjski piosenkarz, kompozytor i pianista
  - John Mayhew, angielski muzyk, perkusista Genesis w latach 1969–1970 (zm. 2009)
- 28 marca – Paul Jackson, amerykański basista i kompozytor jazzowy (zm. 2021)
- 29 marca
  - Robert Gordon, amerykański piosenkarz rockabilly (zm. 2022)
  - Bobby Kimball, amerykański muzyk, wokalista zespołu Toto w latach 1977–1984 i 1998–2008
  - Aage Kvalbein, norweski wiolonczelista
  - Anthony Milosz, amerykański informatyk, muzyk, kompozytor i tłumacz
- 30 marca
  - Marian Lichtman, polski kompozytor, perkusista i wokalista; muzyk grupy Trubadurzy
  - Bogdan Matławski, polski kulturoznawca, etnolog, etnomuzykolog (zm. 2020)
- 1 kwietnia – Václav Riedlbauch, czeski kompozytor, pedagog, polityk, minister kultury (zm. 2017)
- 2 kwietnia
  - Paquita la del Barrio, właśc. Francisca Viveros Barradas, meksykańska piosenkarka, autorka tekstów i aktorka (zm. 2025)
  - Emmylou Harris, amerykańska piosenkarka country
- 3 kwietnia – James Leroy, kanadyjski piosenkarz i autor tekstów (zm. 1979)
- 4 kwietnia
  - Wojciech Michniewski, polski dyrygent
  - Salvatore Sciarrino, włoski kompozytor muzyki współczesnej
- 7 kwietnia
  - Florian Schneider, niemiecki wokalista i klawiszowiec, współzałożyciel i członek zespołu Kraftwerk (zm. 2020)
  - Michèle Torr, właśc. Michelle Tort, francuska piosenkarka
- 10 kwietnia
  - Bunny Wailer, jamajski wokalista reggae; obok Boba Marleya i Petera Tosha był jednym z założycieli grupy The Wailers (zm. 2021)
  - Halina Frąckowiak, polska piosenkarka, kompozytorka i autorka tekstów
- 13 kwietnia – Thanos Mikrutsikos, grecki kompozytor i polityk, minister kultury (1994–1996) (zm. 2019)
- 14 kwietnia – Leszek Furman, polski muzyk, kompozytor i dziennikarz (zm. 2017)
- 15 kwietnia
  - Bogusław Bruczkowski, polski skrzypek i pedagog (zm. 1997)
  - Mike Chapman, australijski producent muzyczny i autor piosenek
  - Jacek Lech, polski piosenkarz, wokalista zespołu Czerwono-Czarni (zm. 2007)
- 16 kwietnia
  - Lee Kerslake, brytyjski muzyk, perkusista zespołu Uriah Heep (zm. 2020)
  - Ján Lehotský, słowacki piosenkarz i kompozytor, muzyk zespołu Modus
  - Gerry Rafferty, szkocki piosenkarz i kompozytor z pogranicza muzyki rockowej, popu i folku (zm. 2011)
- 19 kwietnia
  - Murray Perahia, amerykański pianista, pedagog i dyrygent
  - Yan Pascal Tortelier, francuski dyrygent i skrzypek
- 21 kwietnia
  - Kralle Krawinkel, niemiecki gitarzysta, muzyk zespołu Trio (zm. 2014)
  - Iggy Pop, właśc. James Newell Osterberg Jr., amerykański muzyk, wokalista, jeden z prekursorów punkrocka
- 23 kwietnia – Glenn Cornick, angielski basista rockowy, muzyk zespołu Jethro Tull (zm. 2014)
- 26 kwietnia – Jerzy Krzemiński, polski wokalista, muzyk i kompozytor
- 27 kwietnia – Pete Ham, walijski piosenkarz, autor tekstów i gitarzysta, członek zespołu Badfinger (zm. 1975)
- 29 kwietnia – Stanisława Celińska, polska aktorka i wokalistka
- 30 kwietnia
  - Bruce Hampton, amerykański muzyk (zm. 2017)
  - Abdul Wadud, amerykański wiolonczelista klasyczny i jazzowy (zm. 2022)
- 1 maja – Krzysztof Knittel, polski kompozytor muzyki współczesnej
- 2 maja
  - Philippe Herreweghe, belgijski dyrygent
  - Zygmunt Rychert, polski dyrygent, kompozytor, pedagog
- 5 maja – Vojkan Borisavljević, serbski kompozytor i dyrygent (zm. 2021)
- 7 maja
  - Stefka Ewstatiewa, bułgarska śpiewaczka operowa (sopran)
  - Melky Goeslaw, indonezyjski piosenkarz (zm. 2006)
- 8 maja
  - Kujtim Laro, albański muzyk i kompozytor (zm. 2004)
  - Felicity Lott, angielska śpiewaczka operowa (sopran)
  - Stanisław Moryto, polski kompozytor, organista, pedagog (zm. 2018)
- 11 maja
  - Butch Trucks, amerykański perkusista, członek zespołu The Allman Brothers Band (zm. 2017)
  - Elżbieta Zapendowska, polski krytyk muzyczny
- 13 maja
  - Janusz Grzywacz, polski muzyk, pianista, organista, kompozytor i aranżer
  - Rab Noakes, szkocki piosenkarz folkowy (zm. 2022)
  - Peter Overend Watts, brytyjski basista, członek zespołu Mott the Hoople (zm. 2017)
- 15 maja
  - Paulo de Carvalho, portugalski aktor, piosenkarz i kompozytor
  - Renaud Gagneux, francuski kompozytor (zm. 2018)
- 16 maja – Darrell Sweet, perkusista zespołu Nazareth (zm. 1999)
- 19 maja – Steve Currie, brytyjski basista, członek zespołu T. Rex (zm. 1981)
- 23 maja – Grzegorz Tusiewicz, polski krytyk jazzowy i publicysta muzyczny (zm. 2016)
- 25 maja – Mitch Margo, amerykański wokalista (zm. 2017)
- 28 maja
  - Franghiz Ali-Zadeh, azerska kompozytorka, pianistka i muzykolog
  - Leland Sklar, amerykański kompozytor, basista i wokalista, muzyk sesyjny
- 31 maja – Greg Abate, amerykański saksofonista jazzowy, flecista, kompozytor i aranżer
- 3 czerwca
  - Dave Alexander, amerykański gitarzysta basowy, współzałożyciel zespołu The Stooges (zm. 1975)
  - Mickey Finn, brytyjski perkusista, członek zespołu T. Rex (zm. 2003)
- 5 czerwca
  - Laurie Anderson, amerykańska artystka eksperymentalna, piosenkarka, plastyczka, reżyserka, pisarka, rzeźbiarka, kompozytorka i performerka
  - Tom Evans, brytyjski muzyk, członek zespołu Badfinger (zm. 1983)
- 9 czerwca – Bohdan Smoleń, polski aktor, piosenkarz komediowy, artysta kabaretowy (zm. 2016)
- 10 czerwca – Randy Edelman, amerykański kompozytor i dyrygent, twórca muzyki filmowej
- 14 czerwca – Andrzej Żylis, polski kompozytor muzyki teatralnej
- 15 czerwca – Howard Crook, amerykański śpiewak operowy (tenor liryczny) (zm. 2024)
- 16 czerwca – Mirosław Ławrynowicz, polski skrzypek (zm. 2005)
- 18 czerwca – Paul Young, brytyjski perkusista, wokalista, członek zespołów: Sad Café i Mike and the Mechanics (zm. 2000)
- 21 czerwca
  - Elżbieta Jodłowska, polska piosenkarka, artystka kabaretowa, także aktorka i autorka tekstów
  - Joey Molland, angielski gitarzysta i kompozytor rockowy, muzyk zespołu Badfinger (zm. 2025)
- 23 czerwca – Jan Oberbek, polski muzyk i pedagog, wirtuoz i popularyzator gry na gitarze klasycznej
- 24 czerwca
  - Mick Fleetwood, brytyjski muzyk, perkusista i wieloletni członek zespołu Fleetwood Mac
  - Helena Vondráčková, czeska piosenkarka, a także aktorka i prezenterka telewizyjna
- 25 czerwca – Elżbieta Żakowicz, polska wokalistka, solistka zespołu Wiślanie 69 (zm. 2023)
- 26 czerwca – Renée Martel, kanadyjska piosenkarka country (zm. 2021)
- 30 czerwca
  - Olgierd Pisarenko, polski muzykolog i publicysta (zm. 2022)
  - Jasper van ’t Hof, holenderski pianista jazzowy
- 1 lipca – Doris Svensson, szwedzka piosenkarka pop (zm. 2023)
- 2 lipca – Yvonne Přenosilová, czeska piosenkarka, dziennikarka i prezenterka (zm. 2023)
- 3 lipca – John Blake, amerykański skrzypek jazzowy (zm. 2014)
- 6 lipca – Libby Titus, amerykańska piosenkarka, autorka tekstów piosenek (zm. 2024)
- 8 lipca
  - Moraes Moreira, brazylijski piosenkarz, kompozytor, muzyk (zm. 2020)
  - Konrad Ratyński, polski muzyk; gitarzysta basowy zespołu Skaldowie
- 9 lipca
  - Mitch Mitchell, brytyjski perkusista, znany ze współpracy z Jimim Hendrixem (zm. 2008)
- 10 lipca – Arlo Guthrie, amerykański piosenkarz folkowy
- 11 lipca – John Holt, jamajski wokalista reggae (zm. 2014)
- 12 lipca – Wilko Johnson, angielski gitarzysta blues-rockowy, wokalista, autor piosenek; muzyk zespołu Dr. Feelgood (zm. 2022)
- 15 lipca
  - Peter Banks, brytyjski gitarzysta rockowy, muzyk grupy Yes (zm. 2013)
  - Roky Erickson, amerykański wokalista, gitarzysta i kompozytor, członek zespołu 13th Floor Elevators (zm. 2019)
  - Peter Michael Hamel, niemiecki multiinstrumentalista, kompozytor, pedagog muzyczny
- 16 lipca – Grażyna Pstrokońska-Nawratil, polska kompozytorka i pedagog
- 17 lipca – Mick Tucker, brytyjski muzyk, perkusista i wokalista grupy Sweet (zm. 2002)
- 19 lipca – Brian May, brytyjski gitarzysta i wokalista rockowy, współzałożyciel zespołu Queen
- 21 lipca – Cezary Szlązak, polski wokalista i saksofonista; muzyk zespołu 2 plus 1 (zm. 2019)
- 24 lipca
  - Peter Serkin, amerykański pianista (zm. 2020)
  - Karolos Trikolidis, austriacki dyrygent, pochodzenia greckiego (zm. 2022)
- 25 lipca – Jacek Labuda, polski śpiewak operetkowy (tenor) (zm. 1993)
- 26 lipca – Andrzej Wróbel, polski wiolonczelista, kameralista i pedagog
- 30 lipca – John Siomos, amerykański perkusista rockowy (zm. 2004)
- 1 sierpnia – Jacek Kleyff, polski bard, poeta, kompozytor, aktor i malarz
- 2 sierpnia – Massiel, właśc. María Félix de los Ángeles Santamaría Espinoza, hiszpańska piosenkarka
- 4 sierpnia – Klaus Schulze, niemiecki klawiszowiec muzyki elektronicznej, członek zespołów Tangerine Dream, Ash Ra Tempel oraz The Cosmic Jokers (zm. 2022)
- 5 sierpnia – Rick Derringer, amerykański gitarzysta rockowy, autor piosenek, producent (zm. 2025)
- 7 sierpnia – Cheb i Sabbah, amerykański DJ i producent muzyczny (zm. 2013)
- 9 sierpnia – J. J. Lionel, belgijski piosenkarz (zm. 2020)
- 10 sierpnia – Drupi, włoski piosenkarz
- 12 sierpnia – Amedeo Minghi, włoski piosenkarz i autor tekstów
- 13 sierpnia – Czesław Droździewicz, polski pedagog, gitarzysta i działacz gitarowy (zm. 1994)
- 18 sierpnia – Magdalena Krzyńska, polska śpiewaczka operowa (sopran), profesor Akademii Muzycznej w Bydgoszczy (zm. 2020)
- 19 sierpnia – Bernard Grupa, polski dyrygent i kierownik chóru, Honorowy Obywatel Gminy Sulechów (zm. 2020)
- 20 sierpnia – David Lasley, amerykański piosenkarz i autor tekstów (zm. 2021)
- 21 sierpnia – Davorin Kempf, chorwacki kompozytor, pianista i muzykolog (zm. 2022)
- 23 sierpnia
  - Terje Rypdal, norweski kompozytor i gitarzysta jazzowy
  - Jerzy Satanowski, polski kompozytor, dyrygent i reżyser
- 24 sierpnia – Peter Paul Koprowski, kanadyjski kompozytor, dyrygent, pedagog i pianista polskiego pochodzenia
- 25 sierpnia
  - Tamaz Kurashvili, gruziński kontrabasista i kompozytor jazzowy (zm. 2023)
  - Keith Tippett, brytyjski pianista jazzowy, aranżer i kompozytor (zm. 2020)
- 27 sierpnia – Aleksander Pałac, polski kompozytor, redaktor muzyczny Telewizji Polskiej
- 1 września – Tadeusz Zathey, polski dyrygent, profesor sztuk muzycznych
- 2 września – Richard Coughlan, brytyjski perkusista rockowy, muzyk grupy Caravan (zm. 2013)
- 5 września
  - Mel Collins, brytyjski saksofonista oraz flecista, kompozytor oraz ceniony muzyk sesyjny
  - Buddy Miles, amerykański muzyk, perkusista, wokalista, współzałożyciel zespołu Band of Gypsys (zm. 2008)
  - Charles Bobo Shaw, amerykański perkusista free jazzowy (zm. 2017)
- 6 września
  - Jay Owens, niewidomy amerykański gitarzysta bluesowy i soulowy (zm. 2005)
  - Sylvester, amerykański piosenkarz i autor tekstów (zm. 1988)
- 8 września – Benjamin Orr, amerykański basista, wokalista, członek zespołu The Cars (zm. 2000)
- 11 września – Gerry Conway, brytyjski perkusista, członek wielu zespołów folk-rockowych i rockowych, muzyk sesyjny (zm. 2024)
- 15 września – Wesla Whitfield, amerykańska wokalistka jazzowa (zm. 2018)
- 19 września – Urszula Sipińska, polska piosenkarka, kompozytorka, pianistka oraz architekt
- 21 września – Rupert Hine, angielski muzyk, autor tekstów, producent muzyczny (zm. 2020)
- 22 września – Vanusa Flores, brazylijska piosenkarka pop (zm. 2020)
- 23 września – Christian Escoudé, francuski gitarzysta jazzowy (zm. 2024)
- 25 września – Cecil Womack, amerykański piosenkarz R&B (zm. 2013)
- 26 września
  - Lynn Anderson, amerykańska piosenkarka country (zm. 2015)
  - John Foxx, właśc. Dennis Leigh, angielski muzyk rockowy, wokalista i klawiszowiec; założyciel i pierwszy lider grupy Ultravox
- 27 września – Meat Loaf, amerykański piosenkarz i aktor (zm. 2022)
- 30 września
  - Marc Bolan, brytyjski wokalista, gitarzysta i tekściarz zespołu T. Rex (zm. 1977)
  - Luigi Lopez, włoski kompozytor, muzyk, piosenkarz i autor tekstów (zm. 2025)
  - Jan Oleszkowicz, polski kompozytor i pedagog
- 1 października
  - Danny Ray Thompson, amerykański saksofonista jazzowy (zm. 2020)
  - Mariska Veres, wokalistka zespołu Shocking Blue, znana z przeboju „Venus” (zm. 2006)
- 3 października – Ben Cauley, amerykański muzyk, członek zespołu Bar-Kays (zm. 2015)
- 4 października – Dežo Ursiny, słowacki muzyk rockowy, wokalista, kompozytor, gitarzysta, scenarzysta i reżyser (zm. 1995)
- 6 października
  - Patxi Andión, hiszpański aktor i piosenkarz (zm. 2019)
  - Millie Small, jamajska piosenkarka (zm. 2020)
- 7 października – Jan Jarczyk, polski kompozytor, pianista i puzonista jazzowy (zm. 2014)
- 8 października – Bob van Asperen, holenderski klawesynista, klawikordzista, organista i dyrygent
- 9 października
  - France Gall, francuska piosenkarka (zm. 2018)
  - Bohdan Gorbaczyński, polski gitarzysta i basista, członek zespołów Dzikusy, Pięciu oraz Test (zm. 2023)
- 10 października – Nina Matwijenko, ukraińska pieśniarka i aktorka (zm. 2023)
- 17 października – Scott Boyer, amerykański muzyk country (zm. 2018)
- 18 października – Laura Nyro, amerykańska piosenkarka, autorka tekstów i pianistka (zm. 1997)
- 21 października
  - Riccardo Fogli, włoski piosenkarz pop
  - Janusz Muszyński, polski dyrygent, śpiewak, animator życia muzycznego (zm. 2013)
- 23 października – Frank Dileo, amerykański menadżer muzyczny (zm. 2011)
- 29 października – Andrzej Puczyński, polski gitarzysta rockowy
- 28 października – Charlie, właśc. Károly Horváth, węgierski muzyk jazzowy, rockowy i bluesowy
- 30 października – Timothy B. Schmit, amerykański gitarzysta basowy i piosenkarz
- 1 listopada – Jim Steinman, amerykański kompozytor i producent muzyczny, także pianista, piosenkarz i aranżer
- 2 listopada – Barry Socher, amerykański skrzypek i kompozytor (zm. 2016)
- 3 listopada – Joe Lala, amerykański perkusjonista, perkusista i aktor (zm. 2014)
- 4 listopada – Nigel Perrin, brytyjski śpiewak i dyrygent chóralny; muzyk zespołu The King’s Singers (zm. 2024)
- 5 listopada
  - Valter Dešpalj, chorwacki wiolonczelista, kompozytor, pedagog (zm. 2023)
  - Manana Doidżaszwili, gruzińska pianistka (zm. 2023)
- 6 listopada – George Young, australijski muzyk rockowy, autor piosenek i producent muzyczny (zm. 2017)
- 8 listopada
  - Tadaaki Otaka, japoński dyrygent
  - Minnie Riperton, amerykańska piosenkarka soulowa (zm. 1979)
- 10 listopada
  - Greg Lake, brytyjski basista, gitarzysta, wokalista rockowy, członek zespołów: King Crimson i Emerson, Lake and Palmer (zm. 2016)
  - Dave Loggins, amerykański piosenkarz, gitarzysta i autor piosenek (zm. 2024)
  - Allee Willis, amerykańska autorka piosenek (zm. 2019)
- 11 listopada – Vicente Feliú, kubański piosenkarz (zm. 2021)
- 12 listopada
  - Bill Chinnock, amerykański muzyk rockowy; kompozytor, klawiszowiec i gitarzysta (zm. 2007)
  - Zbigniew Łapiński, polski kompozytor, pianista, aranżer i dyrygent (zm. 2018)
- 13 listopada – Janusz Strobel, polski gitarzysta i kompozytor jazzowy
- 14 listopada – Buckwheat Zydeco, amerykański akordeonista gatunku zydeco i rhythm and blues (zm. 2016)
- 17 listopada – Tamás Somló, węgierski wokalista, gitarzysta basowy, saksofonista, kompozytor, artysta i prawnik; muzyk zespołu Locomotiv GT (zm. 2016)
- 20 listopada
  - Vin Garbutt, brytyjski piosenkarz folkowy (zm. 2017)
  - Rienat Ibragimow, rosyjski śpiewak operowy i estradowy (baryton) (zm. 2022)
- 21 listopada – Michel Sogny, francuski pianista, kompozytor i pisarz pochodzenia węgierskiego
- 29 listopada
  - Agata Dowhań, polska wokalistka, członkini zespołów Alibabki i Partita
  - Ronnie Montrose, amerykański gitarzysta rockowy (zm. 2012)
- 1 grudnia – Alain Bashung, francuski piosenkarz, autor tekstów i aktor (zm. 2009)
- 5 grudnia – Kim Simmonds, walijski wokalista i gitarzysta blues-rockowy, muzyk zespołu Savoy Brown (zm. 2022)
- 6 grudnia
  - Ulrich Beckerhoff, niemiecki kompozytor i trębacz jazzowy
  - Miroslav Vitouš, czeski kontrabasista oraz basista jazzowy
- 7 grudnia – Oliver Dragojević, chorwacki piosenkarz pop, pianista (zm. 2018)
- 8 grudnia – Gregg Allman, amerykański muzyk rockowy i bluesowy; piosenkarz, klawiszowiec, gitarzysta i autor tekstów, członek zespołu The Allman Brothers Band (zm. 2017)
- 10 grudnia – Gerard Koerts, holenderski muzyk i kompozytor (zm. 2019)
- 12 grudnia
  - Rafał Rękosiewicz, polski klawiszowiec, organista, poeta, tekściarz, kompozytor, aranżer, producent muzyczny (zm. 2023)
  - Iwona Wojciechowska, polska skrzypaczka i pedagog (zm. 2019)
- 16 grudnia – Krystyna Makowska-Ławrynowicz, polska pianistka, kameralistka, profesor nauk sztuk muzycznych
- 17 grudnia – Elżbieta Igras, polska piosenkarka
- 19 grudnia
  - Jimmy Bain, szkocki basista rockowy, członek zespołów Rainbow i Dio (zm. 2016)
  - Doug Lubahn, amerykański gitarzysta basowy (zm. 2019)
- 20 grudnia – Gigliola Cinquetti, włoska piosenkarka, zwyciężczyni konkursu Eurowizji 1964
- 21 grudnia – Paco de Lucía, hiszpański gitarzysta flamenco (zm. 2014)
- 24 grudnia – Barry Llewellyn, jamajski wokalista reggae (zm. 2011)
- 25 grudnia – Pepe Smith, filipiński muzyk rockowy (zm. 2019)
- 29 grudnia – Cozy Powell, brytyjski perkusista rockowy (zm. 1998)
- 30 grudnia – Jeff Lynne, brytyjski gitarzysta, wokalista i producent muzyczny; założyciel Electric Light Orchestra
- 31 grudnia – Rita Lee, brazylijska piosenkarka rockowa, kompozytorka, pisarka (zm. 2023)

## Zmarli
- 2 stycznia – Ellen Gulbranson, szwedzka śpiewaczka operowa (sopran) (ur. 1863)
- 26 stycznia – Grace Moore, amerykańska aktorka i śpiewaczka operowa (ur. 1898)
- 28 stycznia – Reynaldo Hahn, francuski kompozytor, dyrygent (ur. 1874)
- 3 marca – Fiłaret Kołessa, ukraiński etnograf, folklorysta, kompozytor, historyk muzyki i literatury (ur. 1871)
- 5 marca – Alfredo Casella, włoski kompozytor (ur. 1883)
- 18 marca – Willem Pijper, holenderski kompozytor, krytyk muzyczny i wykładowca muzyki (ur. 1894)
- 6 maja – Louise Homer, amerykańska śpiewaczka operowa (alt) (ur. 1871)
- 11 maja – Ture Rangström, szwedzki kompozytor (ur. 1884)
- 17 maja – Ignacy Dygas, polski śpiewak operowy (tenor), pedagog muzyczny (ur. 1881)
- 31 maja – Henri Casadesus, francuski altowiolista (ur. 1879)
- 12 czerwca – Jāzeps Mediņš, łotewski kompozytor i dyrygent (ur. 1877)
- 14 czerwca – Annie Krull, niemiecka śpiewaczka operowa (sopran) (ur. 1876)
- 15 czerwca – Bronisław Huberman, polski skrzypek i pedagog żydowskiego pochodzenia (ur. 1882)
- 12 lipca – Jimmie Lunceford, amerykański saksofonista jazzowy (ur. 1902)
- 6 października – Leevi Madetoja, fiński kompozytor (ur. 1887)
- 7 października – Zofia Rabcewicz, polska pianistka, juror Międzynarodowych Konkursów Pianistycznych im. Fryderyka Chopina (ur. 1870)
- 1 listopada
  - Władysław Powiadowski, polski kompozytor i dyrygent (ur. 1865)
  - Karol Stohl, polski pedagog, dyrygent, kompozytor (ur. 1867)
- 28 listopada – Georg Schnéevoigt, fiński kompozytor, dyrygent (ur. 1872)
- 22 grudnia – Tefta Tashko Koço, albańska śpiewaczka operowa (sopran) (ur. 1910)

## Albumy
- polskie
- zagraniczne
  - St. Patrick’s Day – Bing Crosby
  - Victor Herbert – Bing Crosby
  - Cowboy Songs, Vol. One – Bing Crosby
  - Selections from Welcome Stranger – Bing Crosby
  - Our Common Heritage – Bing Crosby, Brian Donlevy, Agnes Moorehead, Fredric March, Walter Huston oraz Pat O’Brien
  - El Bingo – A Collection of Latin American Favorites – Bing Crosby
  - The Small One – Bing Crosby
  - The Man Without a Country – Bing Crosby
  - Drifting and Dreaming – Bing Crosby

## Muzyka poważna
- Powstaje String Quartet No. 1 G-dur Lukasa Fossa

## Musicale
- 24 sierpnia – odbywa się premiera filmu Variety Girl w reżyserii George'a Marshalla.